# Ла-Брок
Ла-Брок (фр. La Broque) — коммуна на северо-востоке Франции в регионе Гранд-Эст (бывший Эльзас — Шампань — Арденны — Лотарингия), департамент Нижний Рейн, округ Мольсем, кантон Мюциг. До марта 2015 года коммуна административно входила в состав упразднённого кантона Ширмек (округ Мольсем).
Площадь коммуны — 23,07 км², население — 2710 человек (2006) с тенденцией к стабилизации: 2764 человека (2013), плотность населения — 119,8 чел/км².

## Население
Население коммуны в 2011 году составляло 2864 человека, в 2012 году — 2812 человек, а в 2013-м — 2764 человека.
| 1962 | 1968 | 1975 | 1982 | 1990 | 1999 | 2006 | 2008 | 2011 | 2012 | 2013 |
| ---- | ---- | ---- | ---- | ---- | ---- | ---- | ---- | ---- | ---- | ---- |
| 3049 | 3026 | 3048 | 2896 | 2628 | 2687 | 2710 | 2807 | 2864 | 2812 | 2764 |

Динамика населения:

## Экономика
В 2010 году из 1805 человек трудоспособного возраста (от 15 до 64 лет) 1350 были экономически активными, 455 — неактивными (показатель активности 74,8 %, в 1999 году — 70,5 %). Из 1350 активных трудоспособных жителей работали 1193 человека (654 мужчины и 539 женщин), 157 числились безработными (74 мужчины и 83 женщины). Среди 455 трудоспособных неактивных граждан 123 были учениками либо студентами, 188 — пенсионерами, а ещё 144 — были неактивны в силу других причин.

## Достопримечательности (фотогалерея)

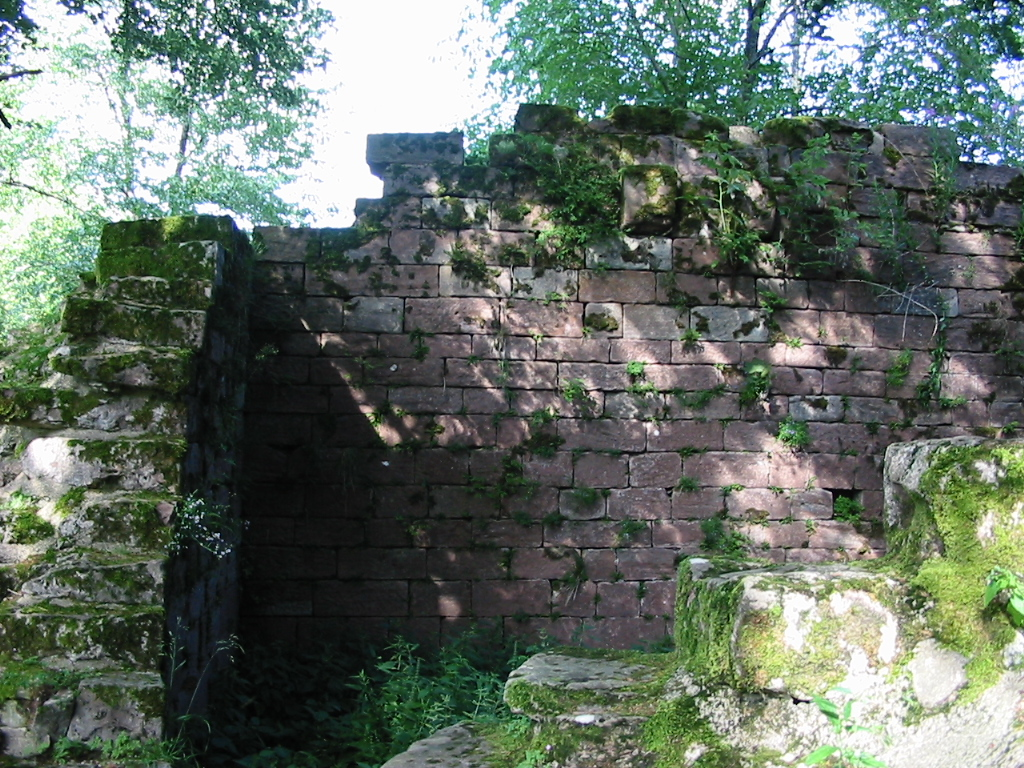
Руины шато